# هنري كوهن (رياضياتي)
هنري كوهن (بالفرنسية: Henri Cohen)‏ هو رياضياتي فرنسي، ولد في 8 يونيو 1947.